# Chott el Fejaj
O Chott el Fejaj ou Chott el Fedjaj é um chott (lago salgado) atualmente seco a ponto de ser muitas vezes descrito simplesmente como uma zona de deserto, situada no sul da Tunísia, a nordeste do Chott el Jerid e da cidade de Kebili. A parte ocidental faz parte da província de Kebili e a parte oriental à província de Gabès. Outrora, antes de secar, fez parte do Chott el Jerid.
Classificado como reserva natural pelo governo tunisino, o chott estende-se por uma área de 70 km de comprimento e 5 a 15 km de largura. Na parte mais ocidental pega com o Chott el Jerid e termina a leste perto da cidade El Hamma, situada junto à extremidade sudeste. No limite nordeste situam-se as montanhas do Djebel Idouidi, onde passa o caminho de ferro Gafsa-Gabès. É uma região completamente deserta.